# Alpe di Villandro

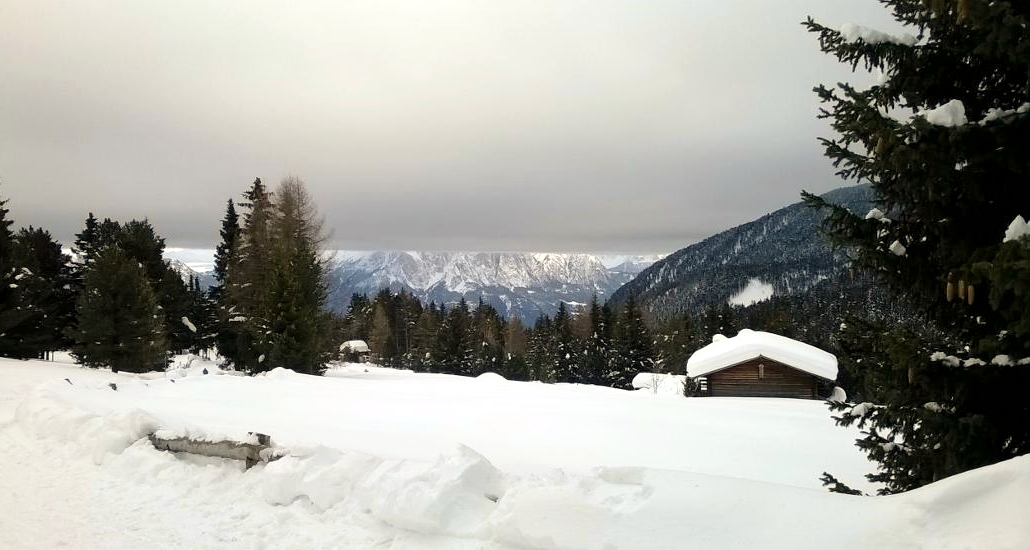
Panorama invernale

L'Alpe di Villandro (Villanderer Alm in tedesco), è un altopiano dell'Alto Adige.

## Descrizione geografica
È il secondo alpeggio più grande d'Europa, posto a oltre 2.000 m di quota, sopra la valle Isarco.
All'altipiano si può arrivare sia dal sottostante paese di Villandro che da Latzfons e sull'alpeggio si trovano molte malghe, alcune private ed altre aperte al pubblico.
Durante il periodo estivo, l'alpe è spesso usata per pascolare bovini, cavalli e ultimamente alcuni capi di lama. Durante il periodo invernale invece l'alpe è utilizzata per lo slittino e lo sci da fondo.

## Storia
L'alpe era importante già nel periodo medioevale e di prima età moderna, e al centro di lunghe contese circa i diritti d'alpeggio fra le comunità del Renon e di Villandro.

## Cime circostanti
- Cima San Cassiano, 2.581 m
- Monte Villandro, 2.509 m

## Principali malghe
- Rifugio Stöfflhütte, 2.057 m
- Rifugio Gasser-Hütte, 1.744 m
- Rifugio Mair Alpe di Plun - Moar in Plun, 1.860m